# De Mars Electric Vehicle Company
De Mars Electric Vehicle Company war ein US-amerikanischer Hersteller von Automobilen.

## Unternehmensgeschichte
William O. De Mars experimentierte seit 1902 an Kraftfahrzeugen. Im Dezember 1904 gründete er das Unternehmen in Cleveland in Ohio. John R. Blakeslee und dessen Sohn C. J. Blakeslee waren ebenfalls im Unternehmen tätig. Sie begannen mit der Produktion von Automobilen. Der Markenname lautete De Mars.
Im Februar 1906 übernahm C. J. Blakeslee zusammen mit anderen Personen das Unternehmen und machte daraus die Blakeslee Electric Automobile Company.

## Fahrzeuge
Im Angebot standen Elektroautos. Ein Elektromotor mit 1,5 PS Leistung trieb über eine oder zwei Ketten die Hinterachse an. Das Fahrgestell hatte 180 cm Radstand. Die einzige angebotene Karosseriebauform war ein Victoria mit zwei Sitzen.